# Spirituskocher
Ein Spirituskocher ist ein Campingkocher, der als Brennstoff Ethanol (Brennsprit, Spiritus) verwendet. Die Geräte sind wegen der einfachen Handhabung beliebte Einstiegskocher bei Outdooraktivitäten. Nachteilig beim Spirituskocher ist der geringe Heizwert des Spiritus von etwa 20 MJ/l (95 % Ethanolanteil). Dies entspricht ungefähr ⅔ des Heizwertes von Benzin. Bei Minustemperaturen muss der Spiritus vorgewärmt werden; außerdem ist der Kocher bei niedrigen Temperaturen sowie dünner Luft weniger leistungsfähig. Aus diesen Gründen wird der Spirituskocher bei extremen Touren nur selten verwendet. In den skandinavischen Ländern ist Spiritus als Brennstoff im Camping- und Outdoorbereich sehr weit verbreitet, so dass es sich dort schon wegen der einfachen Brennstoffversorgung empfiehlt, Spirituskocher einzusetzen. Das leichte Rußen des Spiritus kann durch Beigabe von 10 % Wasser verringert werden, was allerdings die Heizleistung verringert.

## Bauformen
Alle Spirituskocher bestehen im Wesentlichen aus einem Brenner und einem Gestell, auf dem ein Kochgefäß (Kochtopf, Bratpfanne oder ähnliches) sicher abgestellt werden kann.

### Rechaud

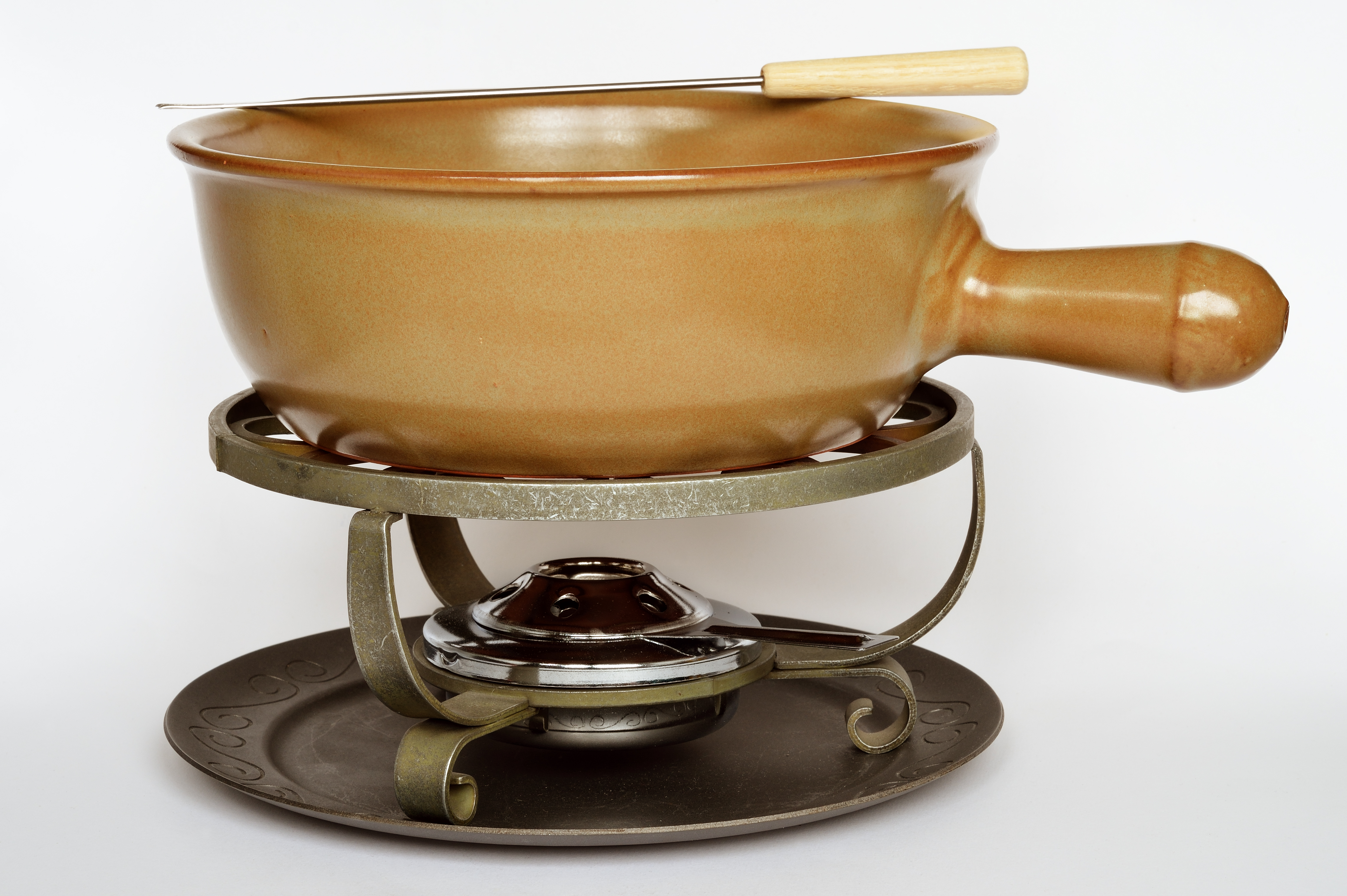
Fondue-Rechaud-Brenner mit Regulierring im Rechaud unter Caquelon

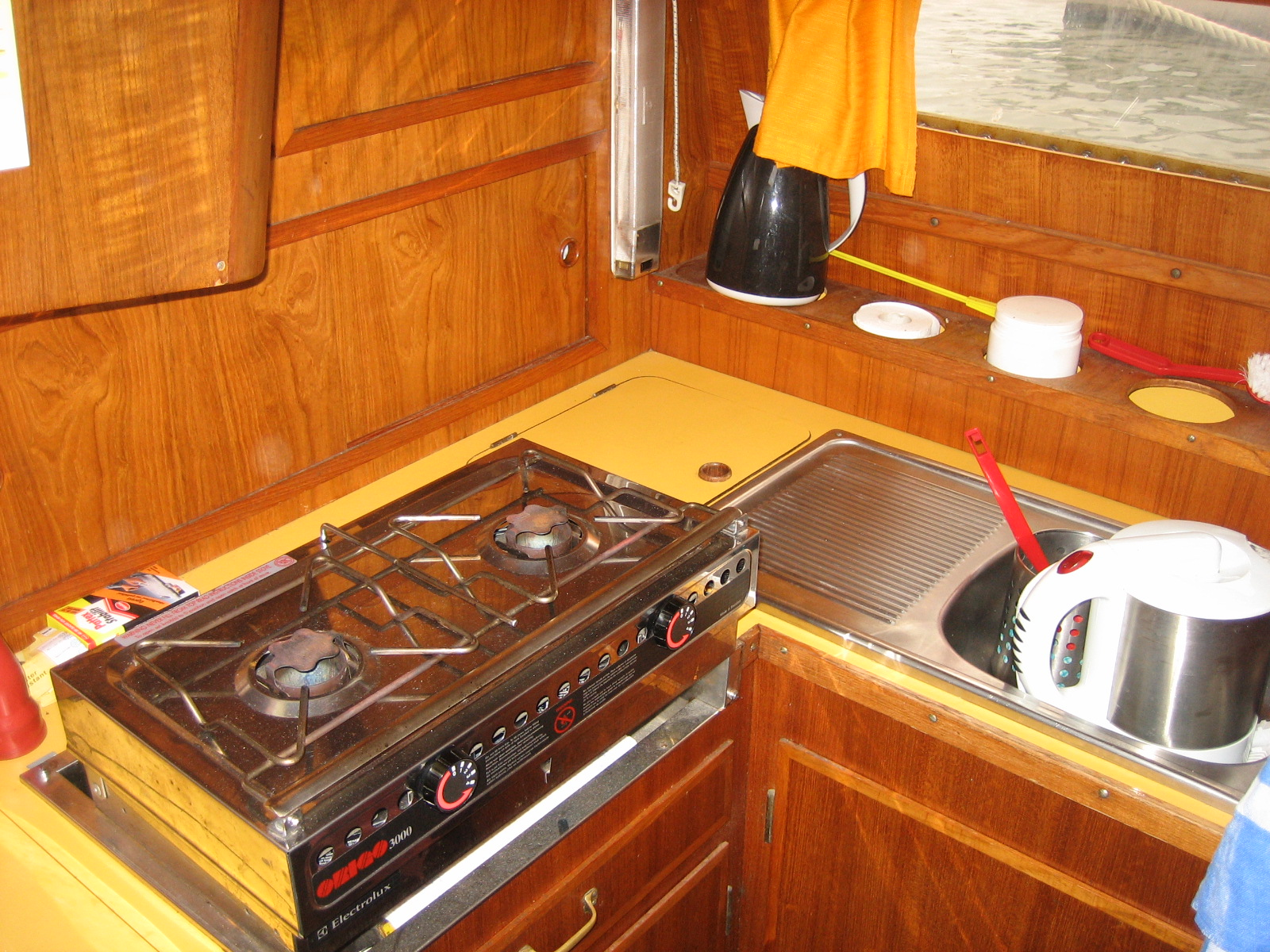
Mit Brennspiritus betriebener Kochherd an Bord einer Segelyacht

Die einfachste Variante sind mit Spiritus betriebene Rechauds. Sie haben einen simplen Aufbau und bestehen aus einer kleinen Wanne unter dem Topf, die gleichzeitig der Vorratsbehälter für den Brennstoff ist. Sie wird mit Spiritus befüllt, der dann angezündet wird. Für eine gleichmäßige Verbrennung ist der Behälter mit einem Schwamm oder einem Vlies aus unbrennbarer Glas- oder Steinwolle gefüllt, der den Spiritus aufsaugt und als eine Art Docht dient und den Brenner beim Umkippen gegen Auslaufen schützt. Die Größe der Flamme wird durch die Größe der Öffnung bestimmt. Bei kleineren Rechauds geschieht dies auch durch einen Ring auf der Oberseite, mit dem zusätzliche Löcher für die Luftzufuhr geöffnet oder geschlossen werden können. Gelöscht wird ein Spiritus-Rechaud, indem ein Deckel über die Öffnung gestülpt wird. Diese Rechauds sind weit verbreitet für Fondue-Tischsets. Ihre Heizleistung ist verhältnismäßig gering, sie dienen daher hauptsächlich der Warmhaltung und nicht dem Kochen.

### Spiritus-Kochherde
Im Outdoor-Bereich, zum Beispiel für Campingküchen, sind auch Spiritus-Kochherde verbreitet, die zum Kochen und Backen geeignet sind (siehe Foto oben rechts). Sie funktionieren nach dem gleichen Prinzip, haben aber deutlich größere Brenner mit entsprechend größeren Vorratsbehältern. Für die Verwendung in Mobilhomes und auf Yachten spricht, dass sie, im Gegensatz zu gasbetriebenen Kochstellen, keiner regelmäßigen technischen Prüfung unterliegen, wartungsfrei sind und unabhängig sind von verschiedenen Anschlusssystemen der Gasflaschen/-kartuschen. Zudem ist die Explosionsgefahr deutlich verringert. Nachteilig ist die gegenüber Gas reduzierte Heizleistung und damit längere Kochzeit.

### Trangia-System

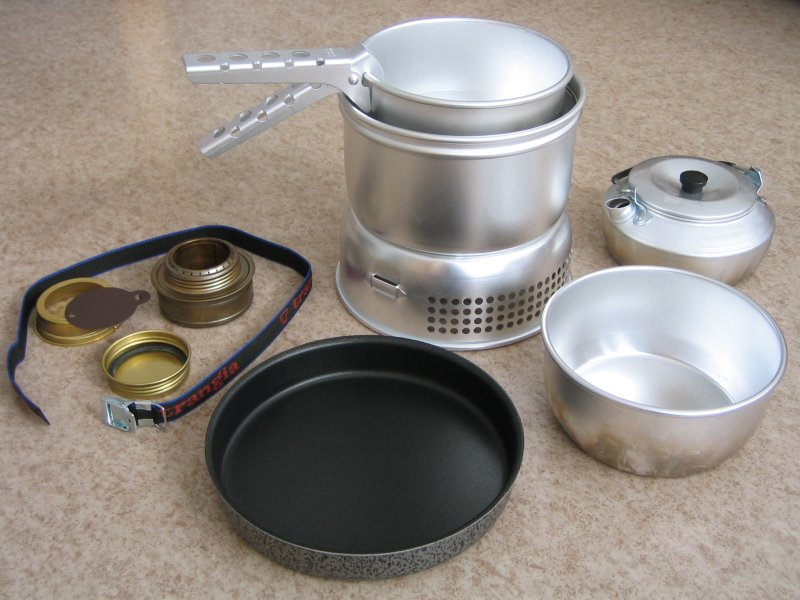
Mehrteiliger Trangia-Kocher. Links im Bild der dreiteilige Brenner

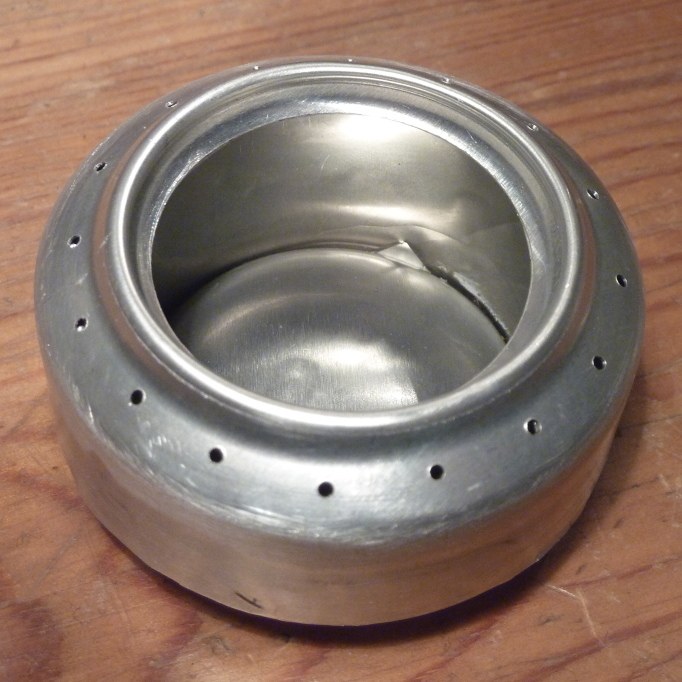
Aus zwei Getränkedosen selbst gebauter Spiritusbrenner mit Innenwand. Der dreieckige Ausschnitt darin ist der Durchlass zur äußeren Kammer des Brenners

Das 1950 eingeführte System der schwedischen Firma Trangia besteht aus einem Windschutz, Töpfen und dem eigentlichen Brenner, wobei die Komponenten zum Transport platzsparend ineinander verstaut werden können. Der in den Kocher-Sets enthaltene, fast vollständig aus Messing bestehende Brenner ist dem Rechaud ähnlich, verfügt jedoch zusätzlich über eine ringförmige Innenwand. Durch diese Konstruktionsform entsteht im Brenner eine zweite, äußere Kammer, die an der Oberseite mit einem Kranz aus kleinen Löchern („Düsen“) versehen ist. Nach einer Aufheizphase, deren Dauer von Umgebungstemperatur, Brenndauer und Füllstand abhängt, steigt der Brennstoff über kleinformatige Durchlässe in die äußere Kammer, wo er den Siedepunkt erreicht. Er tritt aus den Düsen gasförmig mit einem Kranz kleiner Flammen aus und verbrennt so effektiver.
Neben den Brennern von Trangia gibt es zahlreiche vergleichbar funktionierende Modelle anderer Marken wie zum Beispiel des deutschen Herstellers Esbit. Ähnlich wie industriell hergestellte Modelle arbeiten auch aus Getränkedosen selbst gebaute Brenner.

### Spiritus-Vergaser

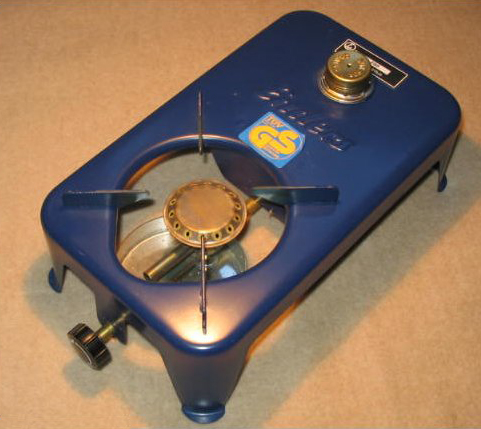
Camping-Spirituskocher mit einfachem Spiritusvergaser

Diese Kocher müssen vor Gebrauch vorgeheizt werden, indem unterhalb der Brennstoffzuleitung und des Topfes eine kleine Menge Spiritus in einer Wanne verbrannt wird. Danach brennt der Kocher von selbst weiter, der Brenner ähnelt dem eines einfachen Gaskochers.
Der Vorteil dieser Geräte ist die geringere Neigung zu Verpuffungen und, bei entsprechender Konstruktion, eine weit größere Heizleistung. Bei dieser Art Kocher ist außerdem der Tank vom Brenner getrennt, so dass eine größere Brenndauer erzielt wird.
In dieser Kategorie ist der Übergang vom mobilen Kocher zum vorwiegend stationären Herd fließend.

## Sicherheit
Es kommt zu Unfällen, wenn elementare Sicherheitsregeln im Umgang mit Spiritus und die Hinweise der Hersteller nicht beachtet werden. Da Spiritus leichtentzündlich ist, kann das Nachfüllen eines angezündeten oder noch heißen Brenners zu Verpuffung, Stichflammen und erheblichen Verbrennungen führen, wenn sich dabei der im Nachfüllbehälter befindliche Brennstoff entzündet. Flüssiger Spiritus brennt zudem mit nur schwach bläulich leuchtender Flamme, so dass bei hellem Umgebungslicht – zum Beispiel bei Sonnenschein – übersehen werden kann, dass er noch brennt.
In den meisten Spirituskochern steht der Behälter nicht unter Druck, es besteht daher im Gegensatz zu einem Gasdruckbehälter eine geringe Explosionsgefahr. Gefährlich kann ein Alkohol-Luft-Gemisch werden, wenn etwa eine fast leere Vorratsflasche erhitzt wird.
Behälter und Kocher sollten gut verschlossen aufbewahrt werden, weil der Alkohol sonst rasch verdunstet. Spirituskocher können nicht mit anderen Campingbrennstoffen wie Petroleum, Benzin, Anzündflüssigkeit für Cheminéeöfen oder  Sicherheitsbrennpaste betrieben werden. Diese Brennstoffe brauchen eine Vergasereinheit, die in den meisten Spiritusbrennern fehlt. Daher würde zum Beispiel Petroleum im Rechaud nur unter starker Rußentwicklung verbrennen. Auch können falsche Brennstoffe den Schwamm im Brenner verkleben und ihn unbrauchbar machen.

## Alternativen
- Benzinkocher
- Esbit-Kocher (Trockenspiritus)
- Brennpaste
- Gaskocher
- Hobokocher